# Francuska Afryka Zachodnia
Francuska Afryka Zachodnia (fr. Afrique occidentale française) – federacja francuskich kolonii w Afryce Zachodniej istniejąca w latach 1904–1958. Powstawała pomiędzy 1895, a 1904 rokiem. W jej skład wchodziły następujące terytoria: Senegal, Mauretania, Sudan Francuski (obecnie Mali), Gwinea, Wybrzeże Kości Słoniowej, Górna Wolta (Burkina Faso), Dahomej (Benin) i Niger. W 1958 roku federacja rozpadła się na odrębne republiki autonomiczne w ramach Wspólnoty Francuskiej, a Gwinea uzyskała niepodległość. W 1960 roku pozostałe republiki autonomiczne uzyskały niezależność.